# Circus (album de Britney Spears)
Pour les articles homonymes, voir Circus.
Albums de Britney Spears
Blackout
(2007) The Singles Collection
(2009)
Singles
1. Womanizer
Sortie : 26 septembre 2008
2. Circus
Sortie : 9 décembre 2008
3. If U Seek Amy
Sortie : 13 mars 2009
4. Radar
Sortie : 24 juillet 2009
5. Out from Under (Suède uniquement)
Sortie : 24 juillet 2009
6. Unusual you (Océanie uniquement)
Sortie : 15 septembre 2009

Circus est le sixième album studio de la chanteuse américaine Britney Spears, paru le 28 novembre 2008 en Europe et le 2 décembre aux États-Unis, jour du vingt-septième anniversaire de la chanteuse. Britney commence à travailler sur cet album au début de l’année 2008 avec une palette de producteurs, comprenant certains de ses producteurs, à l'image de Bloodshy & Avant et Danja. L'album se compose essentiellement de musique pop et dance-pop.
À sa sortie, Circus reçoit des avis plutôt positives de la part des critiques et suscite d'importantes comparaisons avec son précédent album, Blackout. D'un point de vue commercial, l'opus réalise de bonnes performances. Aux États-Unis, il débute au sommet du Billboard 200 avec plus d'un demi million d'exemplaires écoulés et 814 000 copies vendus dans le monde durant sa première semaine d'exploitation. De plus, Britney obtient une place dans le Livre Guinness des records en devenant la plus jeune artiste féminine de l'histoire à avoir cinq albums numéro un aux États-Unis. Par ailleurs, l'album obtient également de bons classements au Canada et dans les charts européens.
Le premier single de l'album, Womanizer devient un hit mondial et bat le record de la plus grande progression au Billboard Hot 100, passant directement de la 96e place à la 1re. La chanson devient le single le plus vendu de Britney depuis ...Baby One More Time. Le second single, Circus culmine à la 3e place aux États-Unis. Le troisième single If U Seek Amy crée la polémique pour sa double signification, mais réussit tout de même à atteindre le top 20 aux États-Unis. Circus est le deuxième album de Britney, depuis ...Baby One More Time à disposer de deux singles au top 10 et trois au top 20. L'album reçoit une nomination aux Grammy Awards dans la catégorie Meilleur enregistrement dance pour Womanizer. L'album s'est écoulé à près de 4 millions d'exemplaires à travers le monde.
Afin de soutenir l'album, Britney lance sa cinquième tournée intitulée, The Circus Starring: Britney Spears. La tournée démarre le 3 mars 2009, à La Nouvelle-Orléans aux États-Unis pour s'achever à Adélaïde en Australie. La chanteuse réalise quatre étapes durant cette série de concerts, passant deux fois par l'Amérique du Nord et visant l'Europe et l'Australie. La tournée suscite la controverse en Australie en raison des accusations de playback. Par ailleurs, Britney promu l'album au cours de plusieurs émissions de télévision et sortant un vidéoclip promotionnel pour la chanson Kill the Lights.

## Genèse
Le 3 janvier 2008, Britney Spears doit laisser la garde de ses fils aux représentants de son ex-mari Kevin Federline. Elle est hospitalisée le même jour au Centre médical Cedars-Sinai. La police, à son arrivée, note que la chanteuse semble être en détresse psychologique. Le lendemain, les droits de visite de Britney sont suspendues et Kevin obtient la garde exclusive des enfants. Le 31 janvier 2008, Britney est admis en psychiatrie au Ronald Reagan UCLA Medical Center. Le tribunal a placé Spears sous la tutelle temporaire de son père, James Spears ainsi que de l'avocat Andrew Wallet, en leur donnant le contrôle total de ses actifs. Spears est sortie de l'hôpital le 6 février 2008. Ses parents ont alors exprimé leur déception et inquiétude face à la décision de laisser sortir leur fille de l’hôpital. Le mois suivant, Britney Spears apparaît en tant qu'invitée vedette dans la série How I Met Your Mother, lors de l'épisode Ten Session où elle campe le rôle d'Abby, une réceptionniste. Spears reçoit des critiques positives pour sa performance, tout en offrant à la série son record d'audience. En juillet 2008, Britney Spears retrouve certains de ses droits de visite après être arrivée à un accord avec Federline et son avocat. Le 7 septembre 2008, Britney Spears ouvre la cérémonie des MTV Video Music Awards avec un sketch comique pré-enregistré avec Jonah Hill, ainsi qu'un discours d'ouverture. Durant la cérémonie, la chanteuse remporte les prix, Best Female Video (« Meilleur vidéo pour une artiste féminine »), Best Pop Video (« Meilleur vidéo pop ») et Video of the Year (« Vidéo de l'année ») pour son titre Piece of Me. Également, un documentaire d'une heure centré sur la vie de la chanteuse intitulé, Britney: For the Record, est réalisé à l'occasion du retour de Spears dans l'industrie du disque. Réalisé par Phil Griffin, For the Record a été entièrement tourné à Beverly Hills et New York, au cours du troisième trimestre de 2008. La partie la plus importante du tournage a débuté le 5 septembre 2008, soit deux jours avant l'apparition de Britney Spears au MTV Video Music Awards. Le documentaire a été diffusé sur MTV le 30 novembre 2008, rassemblant 5,6 millions de téléspectateurs pour les deux diffusions la première nuit. MTV a déclaré que le documentaire de Britney Spears avait recueilli la plus forte audience de l'histoire du réseau sur le créneau horaire du dimanche soir. L'album Circus a été prévu pour une sortie mondiale le 2 décembre 2008, le jour de l'anniversaire de Spears. Toutefois, à la suite des fuites sur Internet, l'album a été mis en vente en téléchargement numérique avant sa date de publication initiale.

## Enregistrement
Il a été confirmé en 2008 que Britney Spears était en train d'enregistrer son sixième album studio. Le producteur Sean Garrett a confirmé cette information en déclarant : « Je suis juste heureux de la voir de retour et ressourcée. Elle est vraiment s'annonce et obtenir sa situation dans son ensemble remettre ensemble. Je suis vraiment fier et heureux de la voir », après sa dépression très médiatisée. Le manager de Spears, Larry Rudolph, confirme que le développement de l'album aura lieu à l'été 2008, déclarant que malgré l'absence de confirmation officielle quant à un nouvel album, ils étaient heureux de ses progrès de la chanteuse et qu'elle avait travaillé avec une multitude de producteurs. Spears a déclaré au magazine OK!, qu'elle n'avait jamais passé autant de temps à enregistrer un album et que c'était son meilleur travail. Elle a ajouté : « Je pense qu'il est plus urbain [...] J'écris tous les jours, ici même au piano dans ce salon ». Le producteur Claude Kelly a parlé du développement de l'album et de l'absence de concept, en disant : « Quand je suis arrivé avec Luke, nous savions que nous allions peut-être écrire quelque chose pour elle, mais il n'y avait pas de concept, il fallait connaître son style et savoir ce qu'elle fait. » L'album est sorti en parallèle de celui du groupe Take That, The Circus avec la même date de publication et le même titre. Spears a parlé du nom de l'album en disant : « J'aime le fait que vous soyez toujours au bord de votre siège quand vous êtes au cirque. Vous ne vous ennuyez jamais [...] Vous êtes vraiment en proie à ce qui se passe autour de vous. Et vous voulez savoir ce qui va se passer ensuite. »
Spears a parlé des premières sessions d'enregistrement en studio, attestant qu'elle avait choisi d'écrire une grande partie des chansons de l'album et qu'elle mettait au point un registre davantage influencé par la pop avec des producteurs avec qui elle avait déjà travaillé au début de sa carrière. La confirmation que Spears était en studio pour l’enregistrement de l'album survient à l'été de 2008, avec également la confirmation de plusieurs producteurs ayant pris part au projet tels que Sean Garrett, Guy Sigsworth, Danja et Bloodshy & Avant. Max Martin, qui a produit le premier succès de Spears, ...Baby One More Time, produit sur l'album la chanson If U Seek Amy. Guy Sigsworth, qui a déjà travaillé avec la chanteuse sur les singles Everytime et Someday (I Will Understand), a passé du temps en studio avec Spears en juin 2008. Il a plus tard été confirmé que Jim Beanz serait le producteur vocal et coauteur de l'album, disant à propos de Spears qu'elle était « une vraie professionnelle » et la qualifiant « d'incroyable ». Un autre collaborateur notable, The Outsyders, un groupe de producteurs basé à Atlanta et qui a produit le premier single de l'album. Fernando Garibay a révélé sur son site officiel qu'il travaillait sur deux chansons pour Spears, Amnesia et Quicksand, qui sont toutes deux apparues en tant que pistes bonus sur l'album. Danja a déclaré qu'il avait travaillé des chansons aux Chalice Recording Studios à Los Angeles, et que Spears les avaient enregistré aux Glenwood Studios à Burbank. Il a déclaré qu'il avait été inspiré par la musique de Hans Zimmer, comme la bande originale de Pirates des Caraïbes. Lil Jon, Rodney Jerkins, Sean Garrett et Taio Cruz, parmi d'autres ont tous annoncé avoir travaillé avec Spears, mais aucune de leurs productions n'apparaissent sur l'album.

## Composition
Circus tire ses influences d'une variété de genres pop, tels que l'electropop et de la dance et considéré comme une suite du précédent album studio de Spears, Blackout. La chanteuse a décrit l'album comme plus allégé que son prédécesseur, qui avait un son davantage urbain. Les chansons de l'album ont été comparées au style de nombreux artistes, tels que Janet Jackson, Eurythmics, New Order, à l'écriture de Prince, Leiber & Stoller et Phil Spector. Dans une moindre mesure, l'album s'inspire d'éléments d'autres genres, comme une guitare go-go rock des années 1960 sur Mmm Papi. Circus se concentre sur différents thèmes et Spears « a une double devoir en tant que diva de la dance et chanteuse de ballades au cœur brisé ». Du point de vue des textes, ils ont été comparés à Blackout, du fait qu'ils soient « fougueux » et « conflictuels ». Dans des chansons telles que Circus et Kill the Lights, les paroles traitent de la gloire, un thème déjà abordé par la chanteuse dans des chansons précédentes telles que Lucky et Piece of Me. Le morceau ouvrant l'album, Womanizer, et aussi Shattered Glass, sont des chansons parlant d'un homme séducteur, coureur de jupons.
La première chanson de l'album, Womanizer, est choisie comme premier single et est décrite par Spears comme un hymne féministe et parlant d'un homme prompte à l'adultère. La deuxième chanson, Circus, parle des sentiments que ressent Spears en tant qu'artiste lorsqu'elle est sur scène, avec des paroles comme : « All eyes on me in the centre of the ring just like a circus (Tous les yeux sont sur moi, au centre de la scène, comme dans un cirque) / When I crack that whip everybody gonna trip just like a circus (Quand je donne un coup de fouet, les gens tombent comme dans un cirque) ». La chanson a été décrite bénéficiant d'une « production dance électronique » et a fait l'objet de comparaisons avec un single précédent de Spears, Break the Ice. La troisième piste de l'album, Out from Under a également été comparée à une ancienne chanson de Spears, I'm Not a Girl, Not Yet a Woman du fait de guitares acoustiques utilisées. Kill the Lights, quatrième morceau de l'album, est une chanson dance-pop qui traite des relations conflictuelles de Spears avec les paparazzi et a été comparé à Piece of Me. Au début de la chanson, on peut entendre « notre propre princesse de la pop, maintenant reine de la pop », ce qui a provoqué des comparaisons avec la musique de Madonna. Shattered Glass est la cinquième piste de l'album, et se caractérise par un beat électronique sombre et des paroles traitant d'une rupture irréparable au sein d'une relation.
If U Seek Amy est la sixième piste de l'album, c'est une chanson pop comportant des éléments de « glam-rave » et ayant suscité la controverse de par son double sens. En effet « If U Seek Amy » sonne phonétiquement comme « F.U.C.K. me ». La septième piste de l'album, Unusual You, est une chanson synthpop, qui parle d'une femme de trouvant l'amour qu'elle n'attendait pas. Unusual You a été comparée à des œuvres de Eurythmics dans les années 1980 et a été considérée comme une « ballade vibrante » ; d'autres critiques citant les thèmes musicaux des années 1990. Blur, huitième morceau de l'album, est une chanson pop aux influences urbaines et rappelle un lendemain de soirée avec des paroles « Can't remember what I did last night (Impossible de me rappeler ce que j'ai fait hier soir) / I gotta get my head right, where the hell am I? Who are you? What'd we do last night? (je dois reprendre mes esprits, où suis-je p***** ? Qui es-tu ? Qu'est-ce que nous avons fait hier soir ?) ». Le titre a été comparé à la chanson Early Mornin du quatrième album studio de Spears, In the Zone. Mmm Papi est le neuvième piste de l'album, les critiques ont noté les apects latin-pop et dancehall de la chanson, qualifiée d'amusante. De plus, les critiques ont souligné le fait que la chanson « revisite le personnage de Lolita de ...Baby One More Time. Il a été suggéré que les paroles faisaient référence au père de la chanteuse, Jamie Spears, ou au paparazzi Adnan Ghalib. Mannequin, dixième piste de l'album, est une chanson dance-pop avec une influence trip hop. Les critiques ont prisé l’aspect risqué et futuriste du titre, tandis que d'autres ont déploré la voix « sans vie » de Spears. La onzième chanson s'intitule Lace and Leather et a fait l'objet de comparaisons avec des œuvres de Vanity 6 dans les années 1980. À noter que la chanteuse Kesha Sebert, alors inconnue, chante dans les chœurs sur ce titre. Le dernier morceau de l'album, My Baby a été écrit par Spears pour ses deux fils, Sean Preston Federline et Jayden James Federline.

## Liste des chansons
| #   | Titre            | Compositeur(s)                                                             | Producteur(s)               | Durée |
| --- | ---------------- | -------------------------------------------------------------------------- | --------------------------- | ----- |
| 1.  | Womanizer        | Nikesha Briscoe, Rafael Akinyemi                                           | K.Briscoe, The Outsyders    | 3:43  |
| 2.  | Circus           | Lukasz Gottwald, Claude Kelly, Benjamin Levin                              | Dr. Luke, Benny Blanco      | 3:12  |
| 3.  | Out from Under   | Shelly Peiken, Arnthor Birgisson, Wayne Hector                             | Guy Sigsworth               | 3:54  |
| 4.  | Kill the Lights  | Nathaniel Hills, James Washington, Luke Boyd, Marcella Araica              | Danja                       | 3:59  |
| 5.  | Shattered Glass  | Lukasz Gottwald, Claude Kelly, Benjamin Levin                              | Dr. Luke, Benny Blanco      | 2:53  |
| 6.  | If U Seek Amy    | Max Martin, Shellback, Savan Kotecha, Alexander Kronlund                   | Max Martin                  | 3:37  |
| 7.  | Unusual You      | Christian Karlsson, Pontus Winnberg, Henrik Jonback, Kasia Livingston      | Bloodshy & Avant            | 4:23  |
| 8.  | Blur             | Danja, Stacy Barthe, Araica                                                | Danja                       | 3:09  |
| 9.  | Mmm Papi         | Britney Spears, Henry Walter, Adrien Gough, Peter-John Kerr, Nicole Morier | Let's Go To War             | 3:22  |
| 10. | Mannequin        | Britney Spears, Harvey Mason, Jr., Rob Knox, James Fauntleroy II           | Harvey Mason, Jr., Rob Knox | 4:06  |
| 11. | Lace and Leather | Kukasz Gottwald, Benjamin Levin, Frankie Storm, Ronnie Jackson             | Dr. Luke                    | 2:48  |
| 12. | My Baby          | Britney Spears, Sigsworth                                                  | Guy Sigsworth               | 3:20  |

### Titres bonus
| #   | Titre                                                                                  | Compositeur(s)                                                                                            | Producteur(s)                | Durée |
| --- | -------------------------------------------------------------------------------------- | --- | ---------------------------- | ----- |
| 13. | Radar                                                                                  | Karlsson, Winnberg, Jonback, Balewa Muhammad, Candice Nelson, Ezekiel "Zeke" Lewis, Patrick "J.Que" Smith | Bloodshy & Avant, The Clutch | 3:49  |
| 14. | Rock Me In (Deluxe Edition bonus track)                                                | Britney Spears, Greg Kurstin, Morier                                                                      | Greg Kurstin                 | 3:17  |
| 15. | Phonography (Deluxe Edition & Britney.com bonus track)                                 | Karlsson, Winnberg, Jonback, Balewa Muhammad, Candice Nelson, Ezekiel "Zeke" Lewis, Patrick "J.Que" Smith | Bloodshy & Avant, The Clutch | 3:35  |
| 16. | Trouble (iTunes Pre-order bonus track)                                                 | Karlsson, Winnberg, Jonback, Balewa Muhammad, Candice Nelson, Ezekiel "Zeke" Lewis, "J.Que" Smith         | Bloodshy & Avant, The Clutch | 3:35  |
| 17. | Amnesia ( Royaume-Uni, Japanese & Britney.com bonus track)                             | Fernando Garibay, Kasia Livingston                                                                        | Fernando Garibay             | 3:56  |
| 18. | Quicksand (European iTunes bonus track)                                                | Lady Gaga, Fernando Garibay                                                                               | Fernando Garibay             | 4:05  |
| 19. | Rock Boy                                                                               | Tina Parol                                                                                                | Danja                        | 3:23  |
| 20. | Womanizer (Kaskade Radio Edit #2)(Britney.com MP3 Premium Edition bonus track)         | Briscoe, Akinyemi                                                                                         | Kaskade                      | 3:12  |
| 21. | Womanizer (Junior Vasquez Superstar Mix) (Britney.com MP3 Premium Edition bonus track) | Briscoe, Akinyemi                                                                                         | Junior Vasquez               | 7:29  |

## Singles

### Womanizer
C'est le premier single extrait de l'album. Il est lancé officiellement en radio le 26 septembre 2008. Il est produit par The Outsyders. Le clip est tourné le 24 septembre 2008 et il est réalisé par Joseph Kahn (Stronger, Toxic). La première mondiale du clip était le 10 octobre 2008 sur la chaîne ABC. À peine 24 heures après sa sortie sur les plates-formes de téléchargement légal, Womanizer est déjà no 1 dans plusieurs pays comme les États-Unis, l'Espagne, le Canada, la Nouvelle-Zélande et la Suède,. Il est le premier no 1 au Hot 100 de l'artiste depuis Baby One More Time. Britney Spears bat aussi le record du nombre de téléchargements pour une artiste féminine en une semaine (battant Mariah Carey avec 285 544 contre 3 374 619 copies vendues pour Britney Spears) ainsi que le record de la plus grande progression (+95 places). Mi-avril 2013, Womanizer s'est vendu à 3 037 431 exemplaires aux États-Unis et à plus de 6.5 millions d'exemplaires au total. Le clip a été visionné plus de 300 millions de fois sur le VEVO de Spears.

### Circus
Deuxième single extrait de Circus, produit par Dr. Luke. Le clip a été tourné le 28 octobre 2008. Le single est lancé en même temps que l'album. Circus a été diffusé pour la première fois le 4 décembre 2008 à l'émission Entertainement Tonight. Le clip est réalisé par Francis Lawrence (I'm A Slave 4 U). À la sortie de l'album, le single se retrouve no 1 des téléchargements aux États-Unis, ainsi qu'au Canada. À ce jour, Circus s'est vendu à 3 036 545 exemplaires aux États-Unis. Pour sa première semaine, Circus arrive directement à la 3e place du Hot 100 et il a atteint la 7e place du top mondial. Le titre totalise plus de 5,5 millions de ventes dans le monde. Le clip a été visionné plus de 185 millions de fois sur le VEVO de Spears.

### If U Seek Amy
Troisième single de l'album, la chanson est produite par Max Martin, le producteur de Baby One More Time. À ce jour, If U Seek Amy s'est vendu à plus de 2 000 000 exemplaires aux États-Unis, lui permettant d'être certifié double disque de platine et a atteint la 19e place du Hot 100. Dans le monde, les ventes totales du single s'élèvent à 1,5 million d'unités. Le clip a été tourné le 10 février, réalisé par Jake Nava (My Prerogative). Il a été diffusé pour la première fois le jeudi 12 mars sur le site Britney.com. Le clip totalise plus de 110 millions de vues sur le Vevo de Britney Spears.

### Radar
Le quatrième single est Radar, produit par Bloodshy & Avant, choisi pour succéder à If U Seek Amy. Ce titre se trouvait déjà sur son précédent album, Blackout. Il était censé être le dernier single de Blackout, mais sa sortie a ensuite été annulée. Le tournage du clip s'est déroulé les 27 et 28 mai et a été diffusé le 1er juillet. Le réalisateur est David Meyers, qui a déjà travaillé avec elle pour les clips de Lucky, Boys et Outrageous. Pendant l'exploitation de Blackout, Radar s'était déjà vendu à 212 625 exemplaires aux États-Unis. Il s'est par la suite vendu à plus de 2 millions d'exemplaires.

### Out from Under
Radar ayant été le 4e single de Blackout en Suède, le titre Out from Under y fut diffusé à la place, atteignant la 32e place des ventes. Le titre fut également classé 119e aux États-Unis, lors de la sortie de l'album.

### Unusual you
Unusual you est sélectionné comme 5e et dernier single pour l'Australie et la Nouvelle-Zélande avec le titre Shattered Glass en B-sides. Il a également servis pour la promotion du Parfum Circus Fantasy.

## Classements et certifications
| Pays             | Meilleure Position | Provenance | Certification | Chiffres  |
| ---------------- | ------------------ | ---------- | ------------- | --------- |
| Allemagne        | 10                 | IFPI       | Or            | 100 000   |
| Argentine        | 2                  | ARIA       | Or            | 30 000    |
| Australie        | 3                  | ARIA       | Platine       | 70 000    |
| Autriche         | 9                  | IFPI       | Or            | 7 500     |
| Belgique (Fr)    | 4                  | IFPI       | Or            | 15 000    |
| Belgique (Nl)    | 7                  | IFPI       | Or            | 15 000    |
| Canada           | 1                  | CRIA       | 3 × Platine   | 240 000   |
| Danemark         | 4                  | IFPI       | —             | 30 000    |
| États-Unis       | 1                  | RIAA       | 3 × Platine   | 3 000 000 |
| France           | 3                  | SNEP       | Or            | 75 000    |
| Finlande         | 19                 | IFPI       | —             | —         |
| Grèce            | 1                  | —          | Or            | 3 000     |
| Irlande          | 2                  | IRMA       | Platine       | 15 000    |
| Italie           | 9                  | FIMI       | Or            | 35 000    |
| Japon            | 1                  | Oricon     | Or            | 120 000   |
| Mexique          | 1                  | AMPROFON   | Or            | 30 000    |
| Nouvelle-Zélande | 8                  | RIANZ      | Platine       | 15 000    |
| Pays-Bas         | 10                 | IFPI       | Or            | 30 000    |
| Portugal         | 28                 | AFP        | —             | —         |
| Royaume-Uni      | 4                  | BPI        | Platine       | 350 000   |
| Russie           | 1                  | —          | 2 × Platine   | 50 000    |
| Suède            | 19                 | IFPI       | Or            | 15 000    |
| Suisse           | 1                  | IFPI       | Or            | 20 000    |
| Taïwan           | 1                  | G-Music    | —             | —         |
| Europe           | 1                  | IFPI       | Platine       | 1 500 000 |

## Récompenses

### 2008
| Remises de prix           | Trophées                       | Résultats |
| ------------------------- | ------------------------------ | --------- |
| Virgin Media Music Awards | Meilleur album                 | 1         |
| Virgin Media Music Awards | Meilleure chanson              | 1         |
| Virgin Media Music Awards | Meilleur artiste international | 1         |
| Virgin Media Music Awards | Légende de l'année             | 1         |
| Virgin Media Music Awards | Meilleur comeback              | 1         |

### 2009
| Cérémonie                 | Catégorie (Prix)                           | Résultats |
| ------------------------- | ------------------------------------------ | --------- |
| NRJ Music Awards          | Artiste féminine internationale de l’année | Gagné     |
| NRJ Music Awards          | Clip de l'année (Womanizer)                | Gagné     |
| Rockbjörnen 2008          | Artiste étranger de l'année                | Gagné     |
| MTV Australie Awards 2009 | Best Moves (Circus)                        | Gagné     |
| MTV Music Awards 2009     | Meilleure vidéo pop (Womanizer)            | Gagné     |

## Historique de sortie
| Pays             | Date              |
| ---------------- | ----------------- |
| Europe           | 28 novembre 2008  |
| Afrique du Sud   | 28 novembre 2008  |
| Australie        | 28 novembre 2008  |
| Indonésie        | 28 novembre 2008  |
| Royaume-Uni      | 1er décembre 2008 |
| Hong Kong        | 1er décembre 2008 |
| Nouvelle-Zélande | 1er décembre 2008 |
| Canada           | 2 décembre 2008   |
| États-Unis       | 2 décembre 2008   |
| Mexique          | 2 décembre 2008   |
| Brésil           | 2 décembre 2008   |
| Israël           | 2 décembre 2008   |
| Seychelles       | 2 décembre 2008   |
| Dubaï            | 2 décembre 2008   |
| Japon            | 3 décembre 2008   |
| Allemagne        | 3 décembre 2008   |
| Philippines      | 3 décembre 2008   |
| Argentine        | 4 décembre 2008   |
| Amérique du Sud  | 4 décembre 2008   |
| Chili            | 15 décembre 2008  |
| Thaïlande        | 18 décembre 2008  |
| Turquie          | 25 décembre 2008  |
| Thaïlande        | 26 décembre 2008  |